# جوني وير
جوني وير (بالإنجليزية: Johnny Weir) هو متزلج فني أمريكي، ولد في 2 يوليو 1984 في كوتسفيل في الولايات المتحدة.

## وصلات خارجية
- جوني وير على موقع الاتحاد الدولي للتزلج (الإنجليزية)
- جوني وير على موقع أوليمبيديا (الإنجليزية)
- جوني وير على موقع IMDb (الإنجليزية)
- جوني وير على موقع ميوزك برينز (الإنجليزية)
- جوني وير على موقع إن إن دي بي (الإنجليزية)
- جوني وير على موقع قاعدة بيانات الفيلم (الإنجليزية)